# HMY Victoria and Albert III
El HMY Victoria and Albert III fue un yate real de la Marina Real Británica. 
Fue diseñado por el constructor principal de la Marina Real, Sir William White. Zarpó en 1899 pero no estuvo en servicio hasta 1901. La reina Victoria había presionado durante muchos años al Parlamento por tener un yate real más moderno (el entonces yate real, el HMY Victoria and Albert II, databa de 1855). La reina Victoria murió siete meses antes de que estuviera terminado. El costo total del yate fue de £572 000, cinco séptimos el costo del acorazado Renown. Fue la tercera vez que el yate real británico era llamado Victoria and Albert.